# (5322) 1986 QB1
(5322) 1986 QB1 (1986 QB1, 1972 TW6, 1975 HC, 1982 VM, 1984 DE2) — астероїд головного поясу, відкритий 26 серпня 1986 року.
Тіссеранів параметр щодо Юпітера — 3,298.